# Bad Krozingen
Bad Krozingen település Németországban, azon belül Baden-Württembergben. Lakosainak száma 21 971 fő (2023. december 31.).

## Népesség
A település népessége az elmúlt években az alábbi módon változott:
| Lakosok száma | 6319 | 7690 | 9830 | 11 596 | 12 083 | 13 445 | 14 970 | 16 233 | 17 448 | 21 971 |
|               | 1961 | 1967 | 1974 | 1980   | 1987   | 1993   | 2000   | 2006   | 2013   | 2023   |